# Fondation vaticane Joseph Ratzinger – Benoît XVI
La Fondation vaticane Joseph Ratzinger – Benoît XVI est instituée le 1er mars 2010 au Vatican, directement par le pape Benoît XVI.
Le texte fondateur précise que le pape Benoît XVI, ayant pris acte du désir de plusieurs savants de créer un organisme ayant pour but de promouvoir la publication, la diffusion et l'étude des écrits de l'alors Professeur Joseph Ratzinger, et vu la nécessité de conférer une forme juridique adéquate à cet organisme, a prévu l'établissement aux termes du Code de droit canonique et de la Loi fondamentale de l'État de la cité du Vatican de la Fondation vaticane Joseph Ratzinger – Benoît XVI.

## Buts
Les buts de la Fondation vaticane Joseph Ratzinger – Benoît XVI sont décrits à l'article 2 du statut, synthétisé comme suit :
- promouvoir la connaissance et l'étude de la théologie, en particulier par l'attribution de bourses d'études et prix divers ;
- organiser et réaliser des conférences de haute valeur culturelle et scientifique ;
- décerner le Prix Ratzinger aux chercheurs qui se sont distingués par des mérites particuliers en se mettant entièrement au service de l'Évangile via leur vie d'étude et de recherche, et de le rendre compréhensible à leurs contemporains[1].

## Patrimoine
Le patrimoine permettant de doter les prix et bourses d'études consiste principalement dans les revenus éditoriaux des œuvres du Pape émérite lui-même, et des contributions volontaires de ceux qui adhèrent aux idéaux de la fondation.

## Organes directeurs
Les organes qui dirigent la Fondation vaticane Joseph Ratzinger – Benoît XVI comprennent :
- le Conseil d'administration, dont les membres sont en février 2018 : Federico Lombardi (s.j.) président[3], Georg Gänswein, Stephen Horn, Giuseppe Costa et Renato Poletti ;
- le Collège des commissaires aux comptes, constitué de Alessandro Grisanti, expert-comptable et président, Alberto Perlasca et Maria Teresa Carone ;
- le Comité scientifique présidé par le cardinal Angelo Amato, entouré des cardinaux Kurt Koch et Gianfranco Ravasi, de Luis Ladaria Ferrer et Rudolf Voderholzer[4].

## Les écrits du pape BenoitXVI
Les publications de Benoît XVI dont la diffusion contribue à alimenter les fonds pour les prix comportent tous ses écrits, y compris ceux présents dans l'Opera Omnia prévue en seize volumes.